# Gornji Vratari
Gornji Vratari (cyr. Горњи Вратари) – wieś w Serbii, w okręgu rasińskim, w gminie Aleksandrovac. W 2011 roku liczyła 185 mieszkańców.